# Среднє Село (Шолта)
Среднє Село (хорв. Srednje Selo) — населений пункт у Хорватії, в Сплітсько-Далматинській жупанії у складі громади Шолта.

## Населення
Населення за даними перепису 2011 року становило 104 осіб.
Динаміка чисельності населення поселення:

## Клімат
Середня річна температура становить 15,97 °C, середня максимальна – 27,50 °C, а середня мінімальна – 4,65 °C. Середня річна кількість опадів – 720 мм.
| Клімат поселення                              | Клімат поселення | Клімат поселення | Клімат поселення | Клімат поселення | Клімат поселення | Клімат поселення | Клімат поселення | Клімат поселення | Клімат поселення | Клімат поселення | Клімат поселення | Клімат поселення | Клімат поселення |
| Показник                                      | Січ.             | Лют.             | Бер.             | Квіт.            | Трав.            | Черв.            | Лип.             | Серп.            | Вер.             | Жовт.            | Лист.            | Груд.            |                  |
| Середній максимум, °C                         | 13,28            | 12,56            | 14,31            | 17,09            | 21,85            | 25,75            | 27,50            | 27,38            | 23,80            | 20,13            | 15,84            | 13,64            |                  |
| Середня температура, °C                       | 9,34             | 8,60             | 10,36            | 13,15            | 17,92            | 21,80            | 24,55            | 24,42            | 20,83            | 17,16            | 12,87            | 10,67            |                  |
| Середній мінімум, °C                          | 5,37             | 4,65             | 6,42             | 9,20             | 13,95            | 17,83            | 21,57            | 21,45            | 17,85            | 14,19            | 9,91             | 7,70             |                  |
| Норма опадів, мм                              | 67               | 56               | 63               | 58               | 49               | 42               | 26               | 41               | 63               | 78               | 95               | 82               |                  |
| Середньомісячна швидкість вітру, м/с          | 3.45             | 3.62             | 3.69             | 3.44             | 3.03             | 2.74             | 2.80             | 2.65             | 2.98             | 3.15             | 3.85             | 3.75             |                  |
| Середньомісячна сонячна радіація, кДж/м²·день | 5586             | 8323             | 12023            | 16795            | 20786            | 23560            | 25150            | 22062            | 16349            | 10575            | 6017             | 4707             |                  |
| --------------------------------------------- | ---------------- | ---------------- | ---------------- | ---------------- | ---------------- | ---------------- | ---------------- | ---------------- | ---------------- | ---------------- | ---------------- | ---------------- | ---------------- |
| Джерело:                                      |                  |                  |                  |                  |                  |                  |                  |                  |                  |                  |                  |                  |                  |